# Vagner Rego
Vagner Rego är en brasiliansk ingenjör och företagsledare.
Rego är verkställande direktör för Atlas Copco sedan 1 maj 2024 där han jobbat sedan 1996.